# ILLIAC II
El ILLIAC II fue un computador construido en la Universidad de Illinois y comenzó a funcionar en 1962.
ILLIAC II tenía 8192 palabras de memoria de núcleos para el almacenamiento primario, respaladadas por 65,536 palabras de almacenamiento secundario en tambor magnético. El tiempo de acceso a la memoria principal era de 1.8 a 2 µs. El del tambor de 7 µs. Disponía de un "buffer rápido" para almacenamiento de resultados intermedios y pequeños bucles, proporcionando una funcionalidad similar a lo que hoy se conoce como memoria caché. El tiempo de acceso de esta memoria era de 0.25 µs.
El tamaño de la palabra era de 52 bits.
El formato de números en coma flotante tenía 7 bits de exponente (potencia de 4) y 45 de mantisa.
Las instrucciones tenían 26 o 13 bits, permitiendo juntar hasta 4 instrucciones en una palabra.

## Innovaciones
- El ILLIAC II fue uno de los primeros computadores transistorizados. Al igual que el Stretch, el ILLIAC II fue diseñado con "transistores futuros" que aún no habían sido inventados.
- El ILLIAC II contaba con un módulo de división diseñado por James E. Robertson, un co-inventor del SRT Division algorithm.
- El ILLIAC II fue uno de los primeros computadores segmentadis, junto con el Stretch de IBM. El controlador de la segmentación fue diseñado por Donald B. Gillies.
- El ILLIAC II fue el primer computador en integrar circuitería independiente del tiempo, inventada por David E. Muller.